# Guvernatorul general al Finlandei
Guvernatorul general al Finlandei (în limbile finlandeză Suomen kenraalikuvernööri; și în suedeză generalguvernör över Finland) a fost șeful Senatului Finlandei, organul executiv al Marelui Ducat al Finlandei, între 1808 și 1917. Guvernatorul general era cel mai înalt reprezentant al împăratului Imperiului Rus în Finlanda și primea ordine direct de la țar. 
Cei mai mulți dintre guvernatorii generali au fost extrem de nepopulari printre finlandezi. Primul oficial care a ocupat acest post, contele Sprengtporten, a demisionat după numai un an, iar generalul Bobrikov a fost asasinat de naționalistul finlandez Eugen Schauman în 1904.

## Lista guvernatorilor generali ai Finlandei
- Contele Georg Magnus Sprengtporten (1 decembrie 1808 - 17 iunie 1809)
- Prințul Michael Andreas Barclay de Tolly (17 iunie 1809 - 1 februarie 1810)
- Contele Fabian Steinheil (1810 - 1813)
- Contele Gustaf Mauritz Armfelt (1813)
- Contele Fabian Steinheil (1814 - 1824)
- Contele Arseni Andreevici Zakrevski (1824 - 1831)
- Prințul Alexandr Menșikov (1831 - 1855)
- Contele Friedrich Wilhelm Rembert von Berg (1855 - 1861)
- Baronul Platon Ivanovici Rokassovski (1861 - 1866)
- Contele Nicolai Adlerberg (1866 - 1881)
- Contele Feodor Logginovici Heiden (1881 - 1898)
- General Nicolai Ivanovici Bobrikov (29 august 1898 - 17 iunie 1904)
- Prințul Ivan Mihailovich Obolenski (18 august 1904 - 18 noiembrie 1905)
- Nicolai Nicolaevici Gerhard (6 decembrie 1905 - 2 februarie 1908)
- Vladimir Alexandrovici Boeckmann (2 februarie 1908 - 24 noiembrie 1909)
- Franz Albert Seyn (24 noiembrie 1909 - 16 martie 1917)
- Mihail Alexandrovici Stahovich (31 martie 1917 - 17 septembrie 1917)
- Nicolai Vissarionovici Nekrasov (17 septembrie 1917 - 7 noiembrie 1917)